# Петренко Олексій Миколайович
Олексі́й Микола́йович Петре́нко (нар. 15 листопада 1959, Лихачівка, Котелевський район, Полтавська обл.) — український видавець, колекціонер, меценат. Лауреат премії імені Миколи Ярошенка (2012). Почесний член Полтавської обласної організації Національної спілки художників України (2013). Фундатор гільдії колекціонерів Полтавщини «Спадщина» (2013).

## Біографія
Навчався у школах Лихачівки, Шевченкового, Котельви. Закінчив Полтавський інженерно-будівельний інститут (1982), отримав фах інженера-будівельника промислово-цивільного будівництва. Пройшов військову службу (1982—1984, старший лейтенант). Працював у будівельній організації «Полтаважитлобуд» (1984—1990), «Асоціації молодіжна ініціатива» (1990—1991), з 1991 у видавництві «АСМІ» (з 2010 директор). Мешкає у Полтаві.

## Видавнича діяльність
За ініціативи О. Петренка видавництво «АСМІ» започаткувало напрям образотворчого та декоративно-ужиткового мистецтва. Засновані серії альбомів «Художники Полтавщини» (від 2005 вийшло 45 випусків), «Меценати. Колекції. Виставки» (від 2011 видано 4 випуски), вийшли друком видання «Павло Горобець» (2005), «Микола Ярошенко» (2006), «Мій рідний край — моя Полтава» (2009) та ін.
Олексій Петренко є співавтором монографії «Андрій Сербутовський» (2012). Упорядник ряду художніх альбомів — «Український натюрморт» (2011), «Українська графіка» (2012), «Український пейзаж» (2013), «Український естамп», «Сергій Гнойовий. Малярство», «Мальовнича Котелевщина» (2014).

## Колекція
Колекціонуванням захопився в студентські роки. Нині основу колекції складають твори графіки (від 2005; понад 2000 експонатів) та малярства (від 2005; більше 1000 творів). Є збірка філокартії (від 2012; понад 2000 листівок). Великий архів фотографій і документів (від 2011; близько 1000 одиниць). Книги з історії та теорії мистецтва, літературна класика, історичні та енциклопедичні видання (від 1977; понад 4000 томів). Збирає предмети старовини.

### Графіка і малярство
Графіка представлена такими іменами, як Олександр Данченко, Михайло Дерегус, Василь Касіян, Олена Кульчицька, Василь Лопата, Василь Мироненко, Георгій і Сергій Якутовичі. А також Євген Безніско, Ніна Божко, Григорій Гавриленко, Володимир Гарбуз, Сергій Гнойовий, Микола Грох, Олександр Губарев, Микола Компанець, Микола Кочубей, Анатолій Кривобоченко, Сергій Кукуруза, Володимир Куткін, Юрій Логвин, Надія Лопухова, Георгій Малаков, Микола Муравський, Світлана Пасічна, Олександр Пащенко, Геннадій Польовий, Володимир Попенко, Микола Попов, Євген Путря, Олексій Соболевський, Микола Стратілат, Василь Чебаник, Андрій Чебикін, Микола Шелест.
Центральне місце серед графіки посідає естамп. Репрезентовано всі його види: високий друк (гравюра на картоні, ксилографія, ліногравюра, цинкографія); офорт; плоский друк (літографія, монотипія); трафаретний друк. Є інші техніки: олівець, пастель, вугіль, туш, чорнило, граттаж, сангіна, соус, сепія, гуаш, темпера, акварель. Географічно зібрання охоплює всі основні мистецькі центри України — Київ, Львів, Харків, Одесу, а також Полтаву, Дніпропетровськ, Ялту. Найчисельніше представлені твори київських і полтавських художників.
З малярів є роботи Віктора Брикульця, Павла Волика, Сергія Гнойового, Павла Горобця, Володимира Колесникова, Анатолія Лавренка, Лева Маркосяна, Василя Непийпива, Миколи Підгорного, Андрія Сербутовського, Віталія Шаховцова, Наталії Юзефович. Основні малярські жанри — пейзаж, натюрморт і портрет.

### Популяризація
Колекція Олексія Петренка є публічною. Зібрання постійно представлене на окремих і гуртових експозиціях, твори регулярно публікуються у виданнях. Про графічне й малярське зібрання існує книжкова і періодична література, яка включає 4 альбоми і низку статей у газетах та журналах. Колекціонер організував ряд тематичних виставок у Полтавському художньому музеї (з 2011). Колекція впливає на становлення полтавської мистецької школи, що започаткована зі створенням кафедри образотворчого мистецтва Полтавського національного технічного університету ім. Ю. Кондратюка.
Нині у Полтаві йде обговорення необхідності виділити під збірку Олексія Петренка окреме музейне приміщення, щоб студенти і шанувальники мистецтва могли оглядати твори колекції в постійній експозиції.

## Меценатство
Спільно з колекціонерами Олегом Денисенком та Євгеном Аничиним організував художній пленер «Мальовнича Котелевщина», що пройшов у Деревках (2014). Серед учасників — Руслана Аничина, Анатолій Лавренко, Євген Пілюгін, Марина Рожнятовська, мистецька молодь — Марина Герасименко, Денис Городничий, Олексій Іванюк, Наталка Корф-Іванюк. За підсумками пленеру видано каталог.
За активної участі Олексія Петренка вийшов номер журналу «Образотворче мистецтво» (№ 2, 2014), повністю присвячений мистецтву Полтавщини.